# David de Huntingdon
David de Escocia, conde de Huntingdon (en irlandés medio: Dabid; c. 1144-12 de junio de 1219) fue un príncipe escocés y hasta 1198, heredero de la Corona.

## Biografía
Fue el menor de los hijos sobrevivientes de Henry de Escocia, tercer conde de Huntingdon y de su esposa Adeline de Varenne, hija de Guillermo II de Varenne, segundo conde de Surrey. Su abuelo paterno era el rey David I de Escocia. Accedió al condado luego de que su hermano mayor Guillermo I de Escocia ascendió al trono. A su muerte fue sucedido por su hijo Juan de Huntingdon.
Durante la disputa dinástica por la sucesión escocesa en 1219-1292 Florencio V de Holanda, bisnieto de Ada de Huntingdon (hermana de David) alegó que poseía mayores derechos que los descendientes de David ya que este había renunciado a sus derechos sucesorios. Sin embargo nunca mostró evidencia alguna de la supuesta renuncia.

## Matrimonio y descendencia
El 26 de agosto de 1190 David se casó con Matilda de Chester (1171-6 de enero de 1233), hija de Hugh de Kevelioc, tercer conde de Chester siendo el matrimonio fue oficiado por Abbas Benedictus. A pesar de la diferencia de edad (David era mayior a Matilda por casi 30 años), la pareja tuvo siete hijos:
- Margarita (c. 1194 - c. 1228), esposa de Alan, señor de Galloway. La pareja tuvo dos hijas, de las que destaca Dervorguilla de Galloway quien sería madre del futuro rey Juan I de Escocia.
- Roberto, murió joven.
- Ada,  casó con Sir Henry de Hastings, con quien tuvo un hijo, Henry de Hastings, I barón Hastings.
- Matilda o Maud (m. después de 1219), murió soltera.
- Isabel (1199-1251), se casó con Robert de Brus, IV Señor de Annandale. La pareja tuvo dos hijos, entre ellos Robert de Brus, V señor de Annandale, abuelo del futuro Robert de Bruce, rey de Escocia.
- Juan (1207-1237), conde de Huntingdon, casado con Elen ferch Llywelyn. Sucedió a su tío Ranulf como conde de Chester en 1232. Murió sin descendencia.[3]
- Henry de Huntingdon, murió joven.

David tuvo además varios hijos ilegítimos:
- Henry de Stirling
- Henry de Brechin (murió 1238)
- Ada

Tras la extinción la línea principal de la casa real escocesa en 1290, los descendientes de David se convirtieron en los principales candidatos para el trono. De esta forma, los dos pretendientes más notables al trono fueron Robert de Brus, V señor de Annandale (abuelo del rey Roberto I de Escocia) y Juan de Balliol eran sus descendientes a través de sus hijas Isabel y Margarita respectivamente.
| Predecesor: Simon de Senlis | Conde de Huntingdon 1152-1219 | Sucesor: Juan de Huntingdon |